# Atak na Ejlat
Atak na Ejlat – operacja palestyńskiej organizacji Al–Fatah mająca na celu atak od strony Morza Czerwonego na izraelskie miasto Ejlat (leżące nad Zatoką Akaba).
Akcja miała na celu realizację dwóch podstawowych założeń: jak największej liczby ofiar oraz doprowadzenia do zerwania rozpoczynających się egipsko-izraelskich rozmów pokojowych w Camp David.
Plan operacji zakładał dwuetapowe działanie z jednostki morskiej uzbrojonej w niekierowane pociski rakietowe. Pierwszym etapem miało być ostrzelanie miasta, drugim zdetonowanie statku na plaży niedaleko turystycznej promenady. Zakładano, iż akcja zostanie przeprowadzona podczas izraelskiego święta Rosz ha-Szana (Nowy Rok) – data została wybrana nieprzypadkowo – zakładano zwiększoną liczbę ofiar oraz mniejszą czujność straży przybrzeżnej.
Przygotowania do akcji rozpoczęto latem 1978. Palestyńczycy (prawdopodobnie współdziałając z syryjskimi służbami specjalnymi) nabyli statek żeglugi przybrzeżnej. Jednostka została zaadaptowana do nowych zadań – zamontowano podstawę umożliwiającą montaż wyrzutni niekierowanych pocisków rakietowych BM-21, w ładowni zamontowano skrytkę na amunicję oraz optykę wyrzutni. Finalnie statek upozorowano na grecki tramp „Demetrios”. Akcja została drobiazgowo zabezpieczona – dla statku przygotowano fałszywe dokumenty okrętowe, wynikało z nich, iż tramp ma przewozić drobnicę dla odbiorcy jordańskiego.
Załoga została wybrana spośród fedainów (co najmniej dwóch było szkolonych w obozach byłego bloku wschodniego) – tworzyło ją siedmiu mężczyzn.
Rejs statku rozpoczął się we wrześniu 1978 w porcie w Latakii. Kolejnym etapem trasy był Port Said, z którego załoga skierowała się Kanałem Sueskim na Morze Czerwone by dotrzeć do Cieśniny Tiran łączącej Morze Czerwone z Zatoką Akaba.
Statek nigdy nie dotarł do miejsca przeznaczenia. Po wpłynięciu do Zatoki Akaba został zajęty w wyniku akcji komandosów izraelskich – sukces zapewnił abordaż statku prowadzony z kutrów patrolowych. Do dziś nie ujawniono, jak Izraelczycy zdekonspirowali akcję Al-Fatah. Sądzi się, iż prawdopodobnie  w kierownictwie Al-Fatah zainstalowano agenta.